# Đỗ Phượng
Đỗ Phượng tên khai sinh là Đỗ Kim Phượng (16 tháng 11 năm 1930 – 8 tháng 10 năm 2017) là một nhà báo Việt Nam. Ông nguyên là Ủy viên Ban Chấp hành Trung ương Đảng Cộng sản Việt Nam khóa VII, Đại biểu Quốc hội Việt Nam khóa IX, Ủy viên Ủy ban Trung ương Mặt trận Tổ quốc Việt Nam, nguyên Chủ tịch Hội Sinh vật cảnh Việt Nam, nguyên Tổng Giám đốc Thông tấn xã Việt Nam.

## Tiểu sử
Đỗ Phượng sinh ngày 16 tháng 11 năm 1930, quê quán tại xã Cao Minh huyện Vĩnh Bảo thành phố Hải Phòng.
Ông gia nhập Đảng Cộng sản Việt Nam năm 17 tuổi và trải qua nhiều cương vị công tác. Ông làm báo Cứu quốc Liên khu Ba từ thời kháng chiến chống Pháp. Hoà bình lập lại, sau thời gian công tác ở Liên hợp dệt Nam Định, ông về làm Vụ phó Vụ Báo chí Ban Tuyên huấn Trung ương. Từ năm 1966, ông là Phó Tổng Biên tập của Thông tấn xã Việt Nam, từ năm 1990 đến 1996 là Uỷ viên Ban Chấp hành Trung ương Đảng Cộng sản Việt Nam, Tổng Giám đốc Thông tấn xã Việt Nam. Hơn 20 năm sau khi nghỉ công tác, ông vẫn viết báo, miệt mài với các công tác xã hội, nhiều năm tham gia Đoàn Chủ tịch Mặt trận Tổ quốc Việt Nam, làm Chủ tịch Hội Sinh vật cảnh Việt Nam.
Đỗ Phượng đã qua đời lúc 11 giờ 20 phút ngày 8 tháng 10 năm 2017 (tức ngày 19 tháng 8 năm Đinh Dậu) tại Bệnh viện Hữu Nghị Hà Nội, hưởng thọ 87 tuổi. Ông được chôn cất tại Nghĩa trang Mai Dịch.